# Kokaseralm
Die Kokaseralm ist eine Alm in der Gemeinde Dorfgastein im österreichischen Bundesland Salzburg.

## Lage und Charakteristik

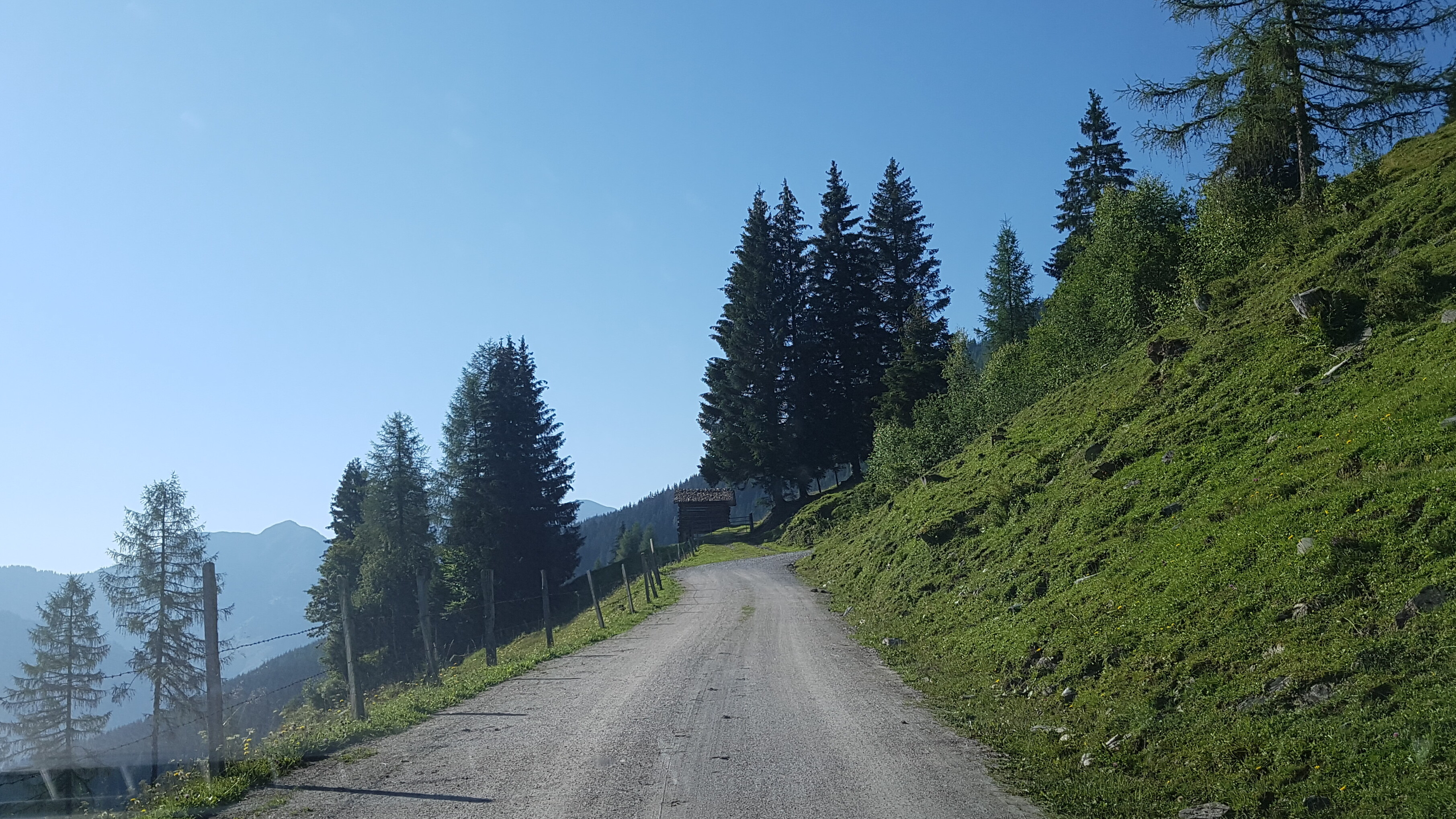
Güterweg auf der Kokaseralm

Die Kokaseralm erstreckt sich an den nordöstlichen Berghängen des Tagkopfs in der Goldberggruppe. Sie gehört zur Ortschaft Unterberg und zur Katastralgemeinde Klammstein. Eine Almhütte steht auf einer Höhe von 1600 m ü. A., eine weitere auf einer Höhe von 1364 m ü. A.
Südöstlich der Kokaseralm fließt der Zechergrabenbach, ein linksseitiger Nebenbach der Gasteiner Ache. Das Areal ist Teil des Gemeinschaftsjagdgebiets Dorfgastein West.

## Geschichte
Im von 1823 bis 1830 erstellten Franziszeischen Kataster ist die Alm als Kokaſser Alpe mit mehreren Gebäuden verzeichnet.